# Nikos Dendias
Nikos Dendias, celým jménem Nikolaos-Georgios Dendias (řecky Νίκος Δένδιας, * 7. října 1959 Korfu), je řecký politik a právník. Je členem strany Nová demokracie.
Jeho rodina pochází z Himary a ostrova Paxos, vyrůstal na Korfu a jako středoškolák odešel do Athén. Je absolventem právnické fakulty Athénské univerzity. Během studií byl aktivní v mládežnické organizaci Nové demokracie a v akademickém senátu univerzity. Postgraduálně studoval v Anglii na University College London a London School of Economics a získal titul Master of Laws. Absolvoval základní vojenskou službu u pěchoty, pracoval jako advokát a pak se stal členem řeckého Nejvyššího soudu.
Poprvé byl zvolen do řeckého parlamentu za Korfu v roce 2004. V lednu 2009 ho premiér Kostas Karamanlis jmenoval ministrem spravedlnosti, o funkci přišel po neúspěšných volbách v říjnu téhož roku. Po návratu Nové demokracie k moci v roce 2012 byl Dendias ministrem veřejného pořádku (2012–2014), ministrem rozvoje (2014) a ministrem národní obrany (2014–2015). V letech 2015 až 2019 byl opozičním poslancem.
V parlamentních volbách v roce 2019 byl zvolen za obvod Jižní Atény s nejvyšším počtem preferenčních hlasů. Nová demokracie v nich získala nadpoloviční většinu mandátů a její lídr Kyriakos Mitsotakis sestavil jednobarevnou vládu, v níž pověřil Dendiase vedením ministerstva zahraničních věcí. V roce 2020 byl předsedou Výboru ministrů Rady Evropy. 
Jako ministr zahraničí Dendias vyjednal vymezení výlučné ekonomické zóny s Itálií a Egyptem. Navštívil Ankaru, kde jednal s Mevlütem Çavuşoğluem o urovnání řecko-tureckých vztahů. V roce 2021 se vyslovil pro dvoustátní řešení palestinské otázky. Po vypuknutí ruské invaze na Ukrajinu protestoval proti zabití řeckých občanů při bombardování Mariupolu, vyzval Mezinárodní trestní soud k vyšetření události a nabídl vypravení humanitární mise do obleženého města pod vlastním vedením.
Po volbách v roce 2023 se Nikos Dendias stal řeckým ministrem obrany. V červenci 2024 podepsal se Spojenými státy dohodu o nákupu dvaceti stíhacích letounů Lockheed Martin F-35 Lightning II.